# Ma Anand Sheela

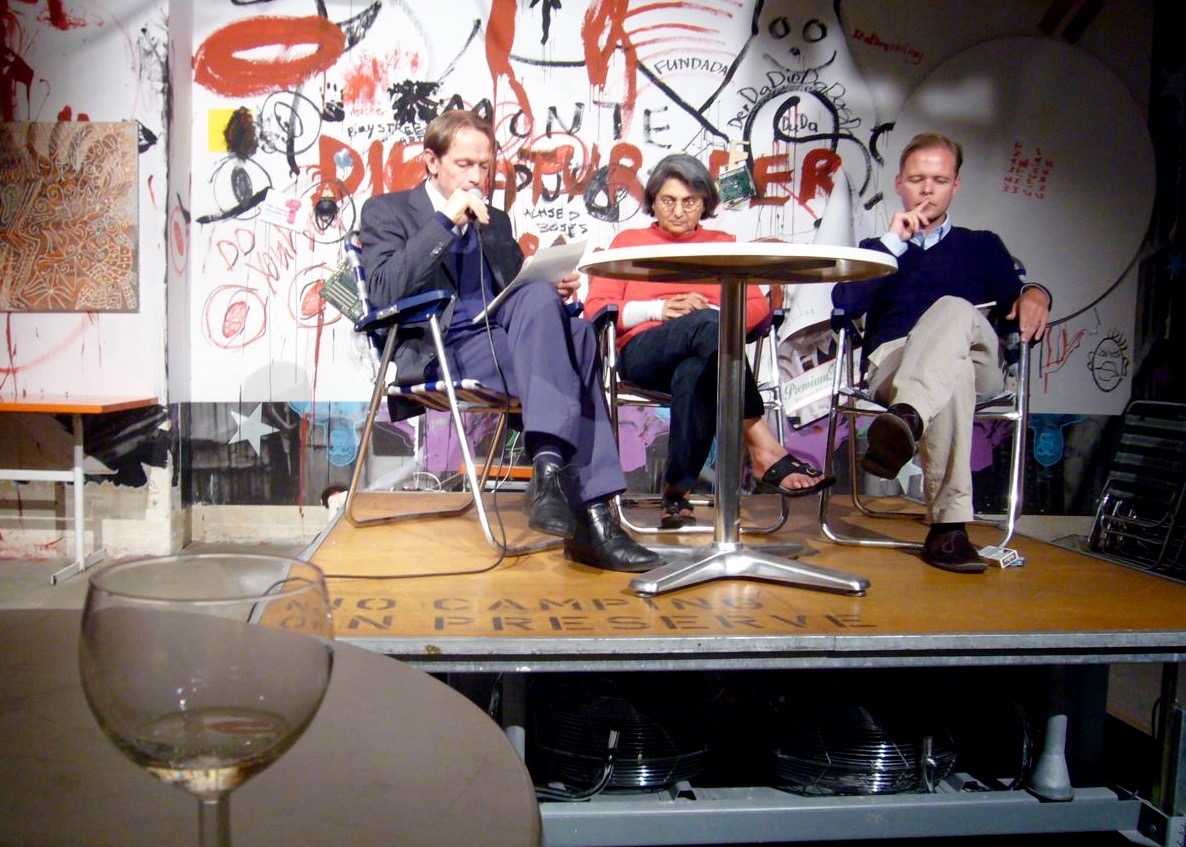
Sheela (centro) no Cabaret Voltaire, 2008

Ma Anand Sheela, nascida como como Sheela Ambalal Patel (Vadodara, 28 de dezembro de 1949), também conhecida como Sheela Birnstiel é indiana de nascimento e suíça-americana por naturalização, ex-porta-voz do movimento Rajneesh (também conhecido como Osho) e condenada por tentativa de assassinato.
Como secretária pessoal de Bhagwan Shree Rajneesh , de 1981 a 1985, ela administrou a comunidade Rajneeshpuram ashram no condado de Wasco, Oregon, nos Estados Unidos. Em 1985, declarou-se culpada de tentativa de homicídio e assalto no ataque bioterrorista Rajneeshee. Por este crime, foi sentenciada a 20 anos de prisão, obtendo liberdade condicional após 29 meses. [carece de fontes?] Sheela mais tarde mudou-se para a Suíça, onde ela se casou, e comprou duas casas de repouso. Em 1999, ela foi condenada por um tribunal Suíço por premeditar assassinato e preparar os atos para sua execução no caso relacionado com o procurador federal Charles Turner, em 1985.
David Berry Knapp, também conhecido como Krishna Swami Deva, ex-prefeito de Rajneeshpuram, disse o FBI em seu testemunho de que Sheela disse a ele durante uma viagem para a Índia em 1985  que seu primeiro marido Marc Harris Silverman fora assassinado por ela através de uma injeção que causou sua morte. Após a prisão, Sheela casou-se com Urs Birnstiel, um cidadão Suíço que faleceu após um curto período de casamento.

## Movimento Rajneesh
Em 1981 Sheela tornou-se assistente pessoal de Rajneesh convenceu-o a deixar a Índia, e estabelecer um ashram nos Estados Unidos. Em julho do mesmo ano Sheela comprou os 64 mil acres da fazenda Big Muddy situada no condado de Wasco, Oregon, que se tornou o local para o desenvolvimento do município Rajneeshpuram. Ela então tornou-se presidente da Fundação Rajneesh Internacional, e gerente do município.
Sheela reunia-se diariamente com Rajneesh para discutir assuntos de trabalho. De acordo com Sheela, Rajneesh foi cúmplice ao planejar os atos criminosos que mais tarde ela cometeria.
Quando perguntado por um repórter da Austrália do programa 60 Minutos sobre a oposição da população local à expansão planejada de Rajneesh ao Oeste da Austrália, Sheela respondeu: "o Que posso dizer? Que se dane!". Em entrevistas para a televisão americana, Sheela referiu-se aos funcionários do governo local como "porcos preconceituosos" e "fascistas", fazendo com que um repórter a descrevesse como tendo uma "língua ácida".

### Crimes
Em 1984 o ashram entrou em conflitos com os moradores locais e a comissão do condado (Tribunal do Condado de Wasco). Sheela tentou ter influência sobre o Tribunal do Condado disputando uma eleição para os cargos vagos trazendo centenas de sem-tetos do Oregon e de outros estados, e registrando-os como eleitores. Mais tarde, quando esse esforço falhou, Sheela decidiu pela utilização de "bactérias e outros métodos para tornar as pessoas doentes" e impedi-los de votar. Como isso, dez restaurantes locais foram infectados com salmonella e cerca de 750 pessoas ficaram doentes.
Em 13 de setembro de 1985, Sheela fugiu para a Europa. Alguns dias mais tarde Rajneesh acusou-a de incêndio criminoso, escutas telefônicas, tentativa de homicídio, e de envenenamento em massa. Ele também afirmou que Sheela tinha escrito o Livro de Rajneeshism e publicado-o sob seu nome. Posteriormente, roupas de Sheela e 5.000 exemplares do Livro de Rajneeshism foram queimados em uma fogueira no ashram.
Depois que autoridades dos EUA estiveram em uma busca em sua casa encontrando escutas e um laboratório no qual as bactérias utilizadas no ataque tinham sido cultivadas, Sheela foi presa na Alemanha Ocidental em outubro de 1986. Ela foi extraditada para os EUA em fevereiro sob a acusação de fraude de imigração e tentativa de homicídio. O Procurador-Geral do estado do Oregon a processou por crimes relacionados com o envenenamento do Comissário Raymond Matthew e o Juiz William Hulse enquanto eram julgados os seus crimes relacionados com o envenenamento. Sheela se declarou culpada em 22 de julho de 1986 pela agressão em primeiro grau e conspiração para cometer atentado contra Hulse e, mais tarde, por agressão em segundo grau e conspiração para cometer atentado contra a Matthew. Ela se declarou culpada de atear fogo em um escritório do condado e ter colocado escutas no município. Por esses crimes Sheela foi condenada a três de 20 anos em prisão federal, a serem cumpridos simultaneamente. Além disso, ela foi multada em 470 mil dólares.
Sheela foi enviada para a Instituição Correcional Federal em Dublin, na Califórnia, para criminosos do sexo feminino. Enquanto esteve lá, anunciou seus planos para um "polêmico documentário" sobre a sua vida. Em dezembro de 1988, progrediu para bom comportamento depois de cumprir 39 meses de seus 20 anos de prisão. Sheela obteve liberdade e se mudou para a Suíça.